# Błażej Osowski
Błażej Osowski (ur. w 1984 w Koninie) – polski językoznawca, dialektolog, pracownik Wydziału Filologii Polskiej i Klasycznej Uniwersytetu im. Adama Mickiewicza w Poznaniu.

## Życiorys
W 2008 r. ukończył studia polonistyczne na UAM w Poznaniu, gdzie uzyskał tytuł magistra za pracę pt. Reprezentacja tekstowa przymiotnika gwarowego (na podstawie Tekstów gwarowych ze środkowej Wielkopolski Zenona Sobierajskiego) napisaną pod kierunkiem profesora dr hab. Jerzego Sierociuka. Rozprawę doktorską obronił w 2012. Dysertacja napisana ponownie pod kierunkiem profesora dr hab. Jerzego Sierociuka dotyczyła Przymiotnika w języku mieszkańców północno-wschodniej i południowo-zachodniej Wielkopolski. Studium leksykalno-słowotwórcze.
Habilitację, na tym samym uniwersytecie, uzyskał w 2019 na podstawie pracy Wariantywność leksykalno-semantyczna języka wielkopolskich inwentarzy z drugiej połowy XVIII wieku. Studia z dialektologii historycznej.
Od 2008 zatrudniony w Pracowni Dialektologicznej UAM (wcześniej Zakład Dialektologii Polskiej), od 2022 zatrudniony na stanowisku profesora UAM. Od 2021 kierownik Pracowni Dialektologicznej UAM.

## Wybrane publikacje[1]
- Podwórkowa przekąska. Gwarowe i potoczne nazwy tasznika pospolitego, „Poradnik Językowy”, s. 103–112.
- Świadomość językowa na temat gwary wśród mieszkańców Konina i okolic, „Socjolingwistyka” 35, s. 2013–2225.
- Wykładniki ekwiwalencji w wybranych inwentarzach z XVIII wieku, „Gwary Dziś” 14, s. 219–226.
- Gwary jako przedmiot nauczania – szanse i wyzwania, [w:] Kultura komunikacji w dydaktyce, pod red. A. Piotrowicz, M. Witaszek-Samborskiej, K. Skibskiego, Poznań, Wydawnictwo Nauka i Innowacje.
- Gwary wielkopolskie – gwary podwójnego pogranicza, [w:] Area Slavica 3. Jazyk na hranici – hranice v jazyku, Ostrava, Ostravska Univerzita, s. 121–127.
- Zastosowanie metody geografii lingwistycznej w analizie danych historycznych, [w:] VI Spotkania Naukowe Badaczy Historii Języka, red. M. Woźnicka, M. Nkollo, D. Skrzypek, Poznań, Wydawnictwo Rys Tomasz Paluszyński, s. 183–197.